# Жаркаїнський район
Жаркаї́нський район (каз. Жарқайың ауданы, рос. Жаркаинский район) — адміністративна одиниця у складі Акмолинської області Казахстану. Адміністративний центр — місто Державінськ.

## Населення
Населення — 13246 осіб (2021; 15423 у 2009, 24326 в 1999, 43014 у 1989).
Національний склад (станом на 2016 рік):
- казахи — 6940 осіб (46,93 %)
- росіяни — 4474 особи (30,26 %)
- українці — 1296 осіб (8,77 %)
- татари — 418 осіб
- білоруси — 333 особи
- німці — 262 особи
- молдовани — 159 осіб
- азербайджанці — 143 особи
- башкири — 103 особи
- мордва — 92 особи
- удмурти — 88 осіб
- поляки — 74 особи
- вірмени — 47 осіб
- корейці — 39 осіб
- інгуші — 36 осіб
- чеченці — 26 осіб
- марійці — 23 особи
- інші — 234 особи

## Історія
Район був утворений 1955 року як Баранкульський, з 1963 року був перейменований у Державінський, з 1997 року має сучасну назву.

## Склад
До складу району входять 1 міська та 11 сільських адміністрацій, 5 сільських округів:
| Поселення                              | Площа, км² | Населення, осіб (1989) | Населення, осіб (1999) | Населення, осіб (2009) | Населення, осіб (2021) | Центр        | Населені пункти |
| -------------------------------------- | ---------- | ---------------------- | ---------------------- | ---------------------- | ---------------------- | ------------ | --------------- |
| Державінська міська адміністрація      | -          | 15185                  | 7869                   | 6309                   | 7097                   | Державінськ  | 1               |
| Бірсуатська сільська адміністрація     | -          | 1466                   | 712                    | 632                    | 306                    | Бірсуат      | 1               |
| Гастеллівська сільська адміністрація   | -          | 1555                   | 929                    | 770                    | 556                    | Гастелло     | 1               |
| Далабайська сільська адміністрація     | -          | 1107                   | 898                    | 365                    | 247                    | Далабай      | 1               |
| Кумсуатська сільська адміністрація     | -          | 1402                   | 860                    | 405                    | 279                    | Кумсуат      | 1               |
| Львівська сільська адміністрація       | -          | 1226                   | 764                    | 371                    | 296                    | Львівське    | 1               |
| Пригородна сільська адміністрація      | -          | 1920                   | 1263                   | 715                    | 489                    | Пригородне   | 1               |
| П'ятигорська сільська адміністрація    | -          | 863                    | 797                    | 551                    | 382                    | П'ятигорське | 1               |
| Тасоткельська сільська адміністрація   | -          | 1185                   | 732                    | 344                    | 269                    | Тасоткель    | 1               |
| Тассуатська сільська адміністрація     | -          | 643                    | 623                    | 376                    | 236                    | Тассуат      | 1               |
| Ушкарасуська сільська адміністрація    | -          | 1060                   | 706                    | 310                    | 247                    | Ушкарасу     | 1               |
| Шойиндикольська сільська адміністрація | -          | 2839                   | 851                    | 248                    | 253                    | Шойиндиколь  | 1               |
| Валіхановський сільський округ         | -          | 1106                   | 931                    | 836                    | 590                    | Валіханово   | 2               |
| Жанадалинський сільський округ         | -          | 4897                   | 2674                   | 1162                   | 728                    | Тасти-Талди  | 3               |
| Костичевський сільський округ          | -          | 2452                   | 1194                   | 719                    | 492                    | Костичево    | 2               |
| Нахімовський сільський округ           | -          | 2683                   | 1426                   | 570                    | 267                    | Нахімовка    | 2               |
| Отрадний сільський округ               | -          | 1425                   | 1097                   | 740                    | 512                    | Отрадне      | 2               |

## Найбільші населені пункти
Населені пункти з чисельністю населення понад 1000 осіб:
| № | Населений пункт | Населення, осіб (1989) | Населення, осіб (1999) | Населення, осіб (2009) | Населення, осіб (2021) |
| - | --------------- | ---------------------- | ---------------------- | ---------------------- | ---------------------- |
| 1 | Державінськ     | 15 185                 | 7 869                  | 6 309                  | 7 097                  |

## Транспорт
Дороги районного значення:
| Індекс  | Назва                       | Довжина, км |
| ------- | --------------------------- | ----------- |
| КС–JA-1 | Державінськ — Ушкарасу      | 66          |
| КС–JA-2 | Тасти-Талди — Чапаєва       | 38          |
| КС–JA-3 | під'їзд до села Отрадне     | 8,8         |
| КС–JA-4 | під'їзд до села Шойиндиколь | 33          |